# Амурские сплавы
Аму́рские спла́вы — колонизация русскими берегов Амура в середине XIX века.

## Предыстория
К берегам Амура русские землепроходцы вышли ещё в 1644 году (Василий Поярков), однако затем ввиду претензий на эти земли маньчжурского государства русская колонизация была приостановлена (Нерчинский договор). В годы Крымской войны вновь встал вопрос о необходимости освоения Амура, который потенциально мог стать важной транспортной артерией, соединяющей российский Дальний Восток (в частности порт Петропавловск-Камчатский) с Забайкальем. В 1850 году в устье Амура был заложен Николаевск-на-Амуре. Непосредственно сплавам предшествовала Амурская экспедиция (1849—1855).

## Первый сплав
Первый сплав 1854 года обозначил маршрут из Забайкалья на Камчатку. Руководил им лично генерал-губернатор Восточной Сибири Н. Н. Муравьёв. Во главе экспедиционной флотилии, в составе 6 лодок, 4 вельботов, 18 баркасов, 13 барж, 6 плашкоутов и 29 плотов, встал пароход «Аргунь», собранный на реке Шилке.
В экспедиции принимало участие 754 солдата. 18 (31) мая 1854 года флотилия вступила в воды Амура. Спустя несколько дней сплав достиг пепелища Албазина. 4 июня экспедиция подошла к месту слияния Сунигири и Амура. Спустя еще 10 дней показалось озеро Кизи, что фактически означало завершение сплава по реке Амур. В Де-Кастри батальон солдат и грузы были погружены на морские суда и отправлены в Петропавловск-Камчатский, что сыграло важную роль в обороне города.

## Второй сплав
Второй сплав в апреле 1855 года уже вёз первых русских поселенцев из Иркутской губернии и Забайкалья (ок. 500 человек). Поселенцы плыли на 12 баржах. Отдельно на баржах везли скот и сено. Сплав осложнялся эпидемией тифа и падежом скота. В течение 1855 года на берегу Нижнего Амура были основаны русские поселения: Иркутское, Богородское, Гери (Георгиевское), Больше-Михайловское, Мало-Михайловское, Воскресенское, Сабах-Табах. На острове, напротив Мариинского поста казаками была основана станица Сучи. Крестьяне разместились в землянках. Они были обязаны, прежде чем начать строительство домов и расчистку леса, построить в каждом пункте общественные здания: баню, пекарню, больницу. К осени были поставлены избы, расчищена земля под огороды, немного — под посев озимых.

## Третий сплав
В 1857 году под личным руководством Н. Н. Муравьёва были сплавлены 450 семей забайкальских казаков, которые были расселены по левому берегу Амура от Усть-Стрелочного караула (в месте слияния Шилки и Аргуни) до Малого Хингана. Во время третьего сплава в устье Зеи был основан Усть-Зейский пост, вблизи которого в дальнейшем возник город Благовещенск. Последним заселенческим пунктом была заложена станица Пашковская. В 1858 году из Забайкальского казачьего войска было выделено Амурское казачье войско.

## Четвёртый сплав
С началом навигации 1858 года Н. Н. Муравьёв в четвёртый раз поплыл по Амуру и, дойдя до Айгуна, встретил там китайского уполномоченного главнокомандующего князя И Шаня, с которым после шестидневных переговоров и заключил 16 мая 1858 года Айгунский договор. В этом же году Муравьёв основывает город Хабаровск.

## Художественная литература
- Виктор Сергеев. «Унтовое войско» (роман).